# Смаљавичи
Смаљавичи (блр. Смалявічы; рус. Смолеви́чи) су град у централном делу Минске области у Републици Белорусији. Град лежи на обалама реке Плисе, десне притоке Березине, на око 25 км североисточно од главног града земље Минска чијим субурбаним насељем се сматра. Административни је центар Смаљавичког рејона. 
Према процени из 2012. у граду је живело 15.332 становника.

## Историја
Насеље Смаљавичи први пут се помиње у једној повељи Литванског кнеза Алекне Судимантаитиса из 1448. Године 1508. по налогу краља Сигизмунда, насеље Смаљавичи долази у посед кнеза Константина Острожског који је у ту част у средишту насеља подигао цркву посвећену Светом Николи.
Захваљујући свом повољном положају, већ средином XVI века насеље постаје важан центар трговине и занатства. У првој половини XVIII века у насељу је у око 120 домаћинстава живело око хиљаду становника. 
Град је доживео велика разарања током Великог северног рата у периоду од 1700. до 1721. године. Године 1793. постаје саставни део Руске Империје. 
Пролазак пруге (на релацији Брест-Москва) кроз само насеље 1871. позитивно се одразио на његов економски развој.
Од јуна 1924. Смаљавичи су рејонски центар, док 27. септембра 1938. добијају статус градског насеља. Статус града имају од 7. марта 1968. године, а од 2010. службено се воде као сателитско насеље Минска.

## Становништво
Према процени, у граду је 2012. живело 15.332 становника.
| 1979.  | 1989.  | 1999.  | 2009.  | 2012.  |
| ------ | ------ | ------ | ------ | ------ |
| 11.400 | 13.593 | 13.593 | 15.092 | 15.332 |

## Галерија слика
- Положај Смаљавичког рејона у Минској области
- Католичка црква Светог Валентина